# Mistrzostwa CONCACAF Kobiet 2018
Złoty Puchar CONCACAF 2018 Kobiet – dziesiąty turniej mistrzostw Europy U-19 w piłce nożnej. Po raz szósty wydarzenie to rozgrywane było w Stanach Zjednoczonych. Zmagania rozgrywano w dniach 4–17 października 2018 roku.
Turniej stanowił jednocześnie kwalifikacje do Mistrzostw Świata 2019.

## Zakwalifikowane zespoły
Do finałowego turnieju zakwalifikowało się 8 drużyn. Oprócz Stanów Zjednoczonych, które miały zapewniony start jako gospodarz, 7 innych zespołów uzyskało kwalifikację poprzez regionalne eliminacje.
W turnieju zagrało 8 zespołów (3 z Ameryki Północnej, 2 z Ameryki Środkowej oraz 3 z Karaibów).
Osiem drużyn biorące udział to:
| Drużyna           | Zakwalifikowana jako                  | Liczba występów w ZP | Najlepszy wynik w ZP                                   |
| ----------------- | ------------------------------------- | -------------------- | ------------------------------------------------------ |
| Stany Zjednoczone | automatycznie                         | 9                    | Mistrzostwo (1991, 1993, 1994, 2000, 2002, 2006, 2014) |
| Meksyk            | automatycznie                         | 9                    | Drugie miejsce (1998, 2010)                            |
| Kanada            | automatycznie                         | 9                    | Mistrzostwo (1998, 2010)                               |
| Kostaryka         | kwalifikacje strefy Ameryki Środkowej | 7                    | Drugie miejsce (2014)                                  |
| Panama            | kwalifikacje strefy Ameryki Środkowej | 3                    | Faza grupowa (2002, 2006)                              |
| Jamajka           | kwalifikacje strefy Karaibów          | 6                    | Czwarte miejsce (2006)                                 |
| Trynidad i Tobago | kwalifikacje strefy Karaibów          | 10                   | Trzecie miejsce (1991)                                 |
| Kuba              | kwalifikacje strefy Karaibów          | 1                    | Debiut                                                 |

## Miasta i stadiony
8 kwietnia 2018 CONCACAF ogłosił cztery miasta gospodarza Złotego Pucharu CONCACAF.
| Cary                | Edinburg         | Frisco            |
| ------------------- | ---------------- | ----------------- |
| WakeMed Soccer Park | H-E-B Park       | Toyota Stadium    |
| Pojemność: 10 000   | Pojemność: 9 735 | Pojemność: 20 500 |
|                     |                  |                   |
| CaryEdinburgFrisco  |                  |                   |

## Losowanie
Losowanie grup odbyło się 4 września 2018 roku w Univision Studios w Miami. Osiem drużyn zostało podzielonych na 4 koszyki po 2 drużyny.
| Koszyk 1          | Koszyk 2  | Koszyk 3          | Koszyk 4 |
| ----------------- | --------- | ----------------- | -------- |
| Stany Zjednoczone | Meksyk    | Trynidad i Tobago | Panama   |
| Kanada            | Kostaryka | Jamajka           | Kuba     |

## Faza grupowa
Na podstawie:
Legenda
|  | Awans do fazy pucharowej. |

Gdy dwie lub więcej drużyn zakończy fazę grupową z taką samą liczbą punktów, o kolejności w tabeli decyduje:
1. bilans bramkowy
2. liczba goli zdobytych w fazie grupowej;
3. punkty zdobyte w meczach pomiędzy danymi drużynami;
4. różnica bramek w meczach pomiędzy danymi drużynami;
5. zdobyte bramki w meczach pomiędzy danymi drużynami;
6. klasyfikacja fair play;
7. losowanie.

Pogrubieniem oznaczono drużyny, które wywalczyły awans do półfinału.

### Grupa A
| Reprezentacja     | M | W | R | P | Br+ | Br- | +/- | Pkt. |
| ----------------- | - | - | - | - | --- | --- | --- | ---- |
| Stany Zjednoczone | 3 | 3 | 0 | 0 | 18  | 0   | +18 | 9    |
| Panama            | 3 | 2 | 0 | 1 | 5   | 5   | 0   | 6    |
| Meksyk            | 3 | 1 | 0 | 2 | 4   | 9   | -5  | 3    |
| Trynidad i Tobago | 3 | 0 | 0 | 3 | 1   | 14  | -13 | 0    |

| 4 października 2018 23:00 | Trynidad i Tobago | 0:3(0:1)Raport | Panama · 12' Cox · 68' Rangel · 89' Hernández | WakeMed Soccer Park, Cary Sędzia: Odette Hamilton |
|                           |                   |                |                                               |                                                   |

| 5 października 2018 1:30 | Stany Zjednoczone · Rapinoe 4', 71' · Ertz 47' · Morgan 57', 80' · Heath 61' | 6:0(1:0)Raport | Meksyk | WakeMed Soccer Park, Cary Sędzia: Carol-Anne Chenard |
|                          |                                                                              |                |        |                                                      |

| 7 października 2018 23:00 | Panama | 0:5(0:4)Raport | Stany Zjednoczone · 5' Mewis · 23', 29', 48' Lloyd · 32' Press | WakeMed Soccer Park, Cary Sędzia: Tatiana Guzmán |
|                           |        |                |                                                                |                                                  |

| 8 października 2018 1:30 | Meksyk · Corral 34', 62' · Johnson 55' · Sánchez 70' | 4:1(1:0)Raport | Trynidad i Tobago · 50' (k) Cato | WakeMed Soccer Park, Cary Sędzia: Mirian León |
|                          |                                                      |                |                                  |                                               |

| 10 października 2018 23:00 | Panama · Riley 47' · Cedeño 85' | 2:0(0:0)Raport | Meksyk | WakeMed Soccer Park, Cary Sędzia: Marie-Soleil Beaudoin |
|                            |                                 |                |        |                                                         |

| 11 października 2018 1:30 | Trynidad i Tobago | 0:7(0:4)Raport | Stany Zjednoczone · 9', 50' Morgan · 41', 43' Rose Lavelle · 45' Dunn · 49' Horan · 58' Heath | WakeMed Soccer Park, Cary Sędzia: Odette Hamilton |
|                           |                   |                |                                                                                               |                                                   |

### Grupa B
| Reprezentacja | M | W | R | P | Br+ | Br- | +/- | Pkt. |
| ------------- | - | - | - | - | --- | --- | --- | ---- |
| Kanada        | 3 | 3 | 0 | 0 | 17  | 1   | +16 | 9    |
| Jamajka       | 3 | 2 | 0 | 1 | 10  | 2   | +8  | 6    |
| Kostaryka     | 3 | 1 | 0 | 2 | 9   | 4   | +5  | 3    |
| Kuba          | 3 | 0 | 0 | 3 | 0   | 29  | -29 | 0    |

| 6 października 2018 0:00 | Kostaryka · Herrera 4' · Chinchilla 5', 45+1' · Sanchez 19' · Cruz 33', 38' · Barrantes 82' (k), 90+2' | 8:0(6:0)Raport | Kuba | H-E-B Park, Edinburg Sędzia: Katja Koroleva |
|                          | |                |      |                                             |

| 6 października 2018 2:30 | Kanada · Prince 33', 80' | 2:0(1:0)Raport | Jamajka | H-E-B Park, Edinburg Sędzia: Francia González |
|                          |                          |                |         |                                               |

| 9 października 2018 0:00 | Jamajka · Shaw 46' | 1:0(0:0)Raport | Kostaryka | H-E-B Park, Edinburg Sędzia: Melissa Borjas |
|                          |                    |                |           |                                             |

| 9 października 2018 2:30 | Kuba | 0:12(0:5)Raport | Kanada · 11', 23', 54', 59' Leon · 13', 37', 51', 71' Huitema · 25' Rose · 56' Quinn · 63' Sinclair · 72' Matheson | H-E-B Park, Edinburg Sędzia: Crystal Sobers |
|                          |      |                 | |                                             |

| 12 października 2018 0:00 | Kuba | 0:90:4Raport | Jamajka · 2' Shaw · 26', 38', 72' Brown · 30', 75' Campbell · 50' Blackwood · 64' Chang · 82' Sweatman | H-E-B Park, Edinburg Sędzia: Crystal Sobers |
|                           |      |              | |                                             |

| 12 października 2018 2:30 | Kostaryka · Villalobos 73' | 1:30:2Raport | Kanada · 25' Beckie · 40' Prince · 57' Sinclair | H-E-B Park, Edinburg Sędzia: Lucila Venegas |
|                           |                            |              |                                                 |                                             |

## Faza pucharowa
|  |                                           |                   |                   |                                           |   |        |        |       |
|  | Półfinały                                 | Półfinały         | Półfinały         |                                           |   | Finał  | Finał  | Finał |
|  | Półfinały                                 | Półfinały         | Półfinały         |                                           |   | Finał  | Finał  | Finał |
|  | 14 października - Toyota Stadium (Frisco) |                   |                   |                                           |   |        |        |       |
|  |                                           |                   |                   |                                           |   |        |        |       |
|  | Panama                                    | Panama            | 0                 |                                           |   |        |        |       |
|  | Panama                                    | Panama            | 0                 | 17 października - Toyota Stadium (Frisco) |   |        |        |       |
|  | Kanada                                    | Kanada            | 7                 |                                           |   |        |        |       |
|  | Kanada                                    | Kanada            | 7                 |                                           |   | Kanada | Kanada | 0     |
|  | 14 października - Toyota Stadium (Frisco) |                   |                   |                                           |   | Kanada | Kanada | 0     |
|  |                                           |                   | Stany Zjednoczone | Stany Zjednoczone                         | 2 |        |        |       |
|  | Stany Zjednoczone                         | Stany Zjednoczone | Stany Zjednoczone | Stany Zjednoczone                         | 2 | 0      |        |       |
|  | Stany Zjednoczone                         | Stany Zjednoczone |                   |                                           |   |        |        |       |
|  | Jamajka                                   | Jamajka           | 3                 |                                           |   |        |        |       |
|  | Jamajka                                   | Jamajka           | 3                 | Mecz o 3. miejsce                         |   |        |        |       |
|  |                                           |                   |                   |                                           |   |        |        |       |
|  | 17 października - Toyota Stadium (Frisco) |                   |                   |                                           |   |        |        |       |
|  |                                           |                   |                   |                                           |   |        |        |       |
|  | Panama                                    | Panama            | 2(2)              |                                           |   |        |        |       |
|  | Panama                                    | Panama            | 2(2)              |                                           |   |        |        |       |
|  | Jamajka                                   | Jamajka           | 2(4)              |                                           |   |        |        |       |
|  | Jamajka                                   | Jamajka           | 2(4)              |                                           |   |        |        |       |

### Półfinały
| 14 października 2018 23:00 | Panama | 0:70:1Report | Kanada · 44', 49' Sinclair · 47' Fleming · 58' Beckie · 58' Quinn · 76', 78' Leon | Toyota Stadium, Frisco Sędzia: Odette Hamilton |
|                            |        |              |                                                                                   |                                                |

| 15 października 2018 2:00 | Stany Zjednoczone · Heath 2', 29' · Rapinoe 15' · Ertz 21' · Morgan 33', 84' | 0:65:0Raport | Jamajka | Toyota Stadium, Frisco Sędzia: Francia González |
|                           |                                                                              |              |         |                                                 |

### Mecz o 3 miejsce
| 17 października 2018 23:00 | Panama · Mills 74' · Cedeño 115' | 2:2 k. 2:40:1Raport | Jamajka · 14' Shaw · 95' Brown | Toyota Stadium, Frisco Sędzia: Carol-Anne Chenard |
|                            |                                  |                     |                                |                                                   |

### Finał
| 18 października 2018 2:00 | Kanada | 0:20:1Raport | Stany Zjednoczone · 2' Lavelle · 89' Morgan | Toyota Stadium, Frisco Sędzia: Lucila Venegas |
|                           |        |              |                                             |                                               |

## Strzelcy

### 7 goli
- Alex Morgan

### 6 goli
- Adriana Leon

### 4 gole
- Jordyn Huitema
- Christine Sinclair
- Tobin Heath
- Jody Brown

### 3 gole
- Carli Lloyd
- Megan Rapinoe
- Nichelle Prince
- Khadija Shaw
- Rose Lavelle

### 2 gole
- María Barrantes
- Priscila Chinchilla
- Shirley Cruz
- Charlyn Corral
- Quinn
- Sashana Campbell
- Janine Beckie
- Lineth Cedeño
- Julie Ertz

### 1 gol
- Diana Matheson
- Jessie Fleming
- Deanne Rose
- Melissa Herrera
- Fabiola Sanchez
- Gloriana Villalobos
- Deneisha Blackwood
- Christina Chang
- Marlo Sweatman
- Katie Johnson
- María Sánchez
- Marta Cox
- Erika Hernández
- Kenia Rangel
- Karla Riley
- Natalia Mills
- Crystal Dunn
- Lindsey Horan
- Sam Mewis
- Christen Press
- Jonelle Cato